# Нечепоренко Павло Іванович
Нечепоренко Павло Іванович (18 серпня 1916, Чигирин — 27 березня 2009) — радянський балалаєчник, диригент, педагог. Народний артист СРСР (1989). Лауреат Сталінської премії третього ступеня (1952).

## Біографія
Батько — Нечепоренко Іван Гнатович був моряком, а мати Агрипина Ульянівна — домогосподаркою.

Перші уроки гри на балалайці отримав від батька. Грав на балалайці в сімейному ансамблі: його брат грав на мандоліні, а дві сестри, Клавдія і Олександра, на гітарах. Після переїзду сім'ї до Керчі, в 1927 році, грав у самодіяльному оркестрі народних інструментів під керівництвом рос. А. А. Николенко. Тут же, в Керчі вперше виступав на запрошення адміністрації міського парку в концерті як професійний артист-балалаєчник, після успішного виступу на міському фестивалі художньої самодіяльності в 1932 році. В цьому ж році став керувати самодіяльністю, організувавши в одному з клубів міста невеличкий оркестр. З 1932 по 1934 роки навчався в Школі морського учнівства, отримавши по її закінченні професію машиніста парових машин.
Після закінчення Школи вступив до Центрального музичного технікуму в Ленінграді (нині Санкт-Петербурзьке музичне училище імені М. П. Мусоргського), який закінчив у 1939 році (навчався у В. І. Домбровського). У 1936 році познайомився з Б. С. Трояновським, потім з Н. П. Осиповим, спілкування з якими мало великий вплив на його виконавську культуру.
З 1935 року вів концертну діяльність як соліст-балалаєчник Ленгосестради.

Під час війни залишився в блокадному Ленінграді. Як соліст Червонопрапорного ансамблю ВМФ СРСР і Балтійського флоту виступав перед захисниками міста і виїжджав на Північний фронт.
Після війни закінчив два факультети: диригентсько-хорової та як керівник оркестру російських народних інструментів Ленінградську консерваторію ім. М. А. Римського-Корсакова.